# Ortschaft Ost
Die Ortschaft Ost ist die kleinste der sieben Ortschaften der kreisfreien Stadt Salzgitter in Niedersachsen.

## Geografie
Die Ortschaft Ost grenzt im Norden an die Ortschaft Nordost, im Osten an den Landkreis Wolfenbüttel mit der Stadt Wolfenbüttel und der Samtgemeinde Oderwald, im Süden an die Ortschaft Südost, im Südwesten an die Ortschaft West und im Westen an die Ortschaft Nord.

### Gliederung
Die Ortschaft Ost setzt sich aus folgenden fünf Stadtteilen der Stadt Salzgitter zusammen.
| Stadtteil     | Einwohnerzahl (Dezember 2024) | Fläche in km² | Bevölkerungsdichte in Einw./km² |
| ------------- | ----------------------------- | ------------- | ------------------------------- |
| Bleckenstedt  | 622                           | 5,32          | 117                             |
| Drütte        | 399                           | 4,55          | 88                              |
| Hallendorf    | 1.874                         | 3,40          | 551                             |
| Immendorf     | 431                           | 2,31          | 187                             |
| Watenstedt    | 276                           | 10,01         | 28                              |
| Ortschaft Ost | 3.602                         | 25,58         | 111                             |

### Bilder

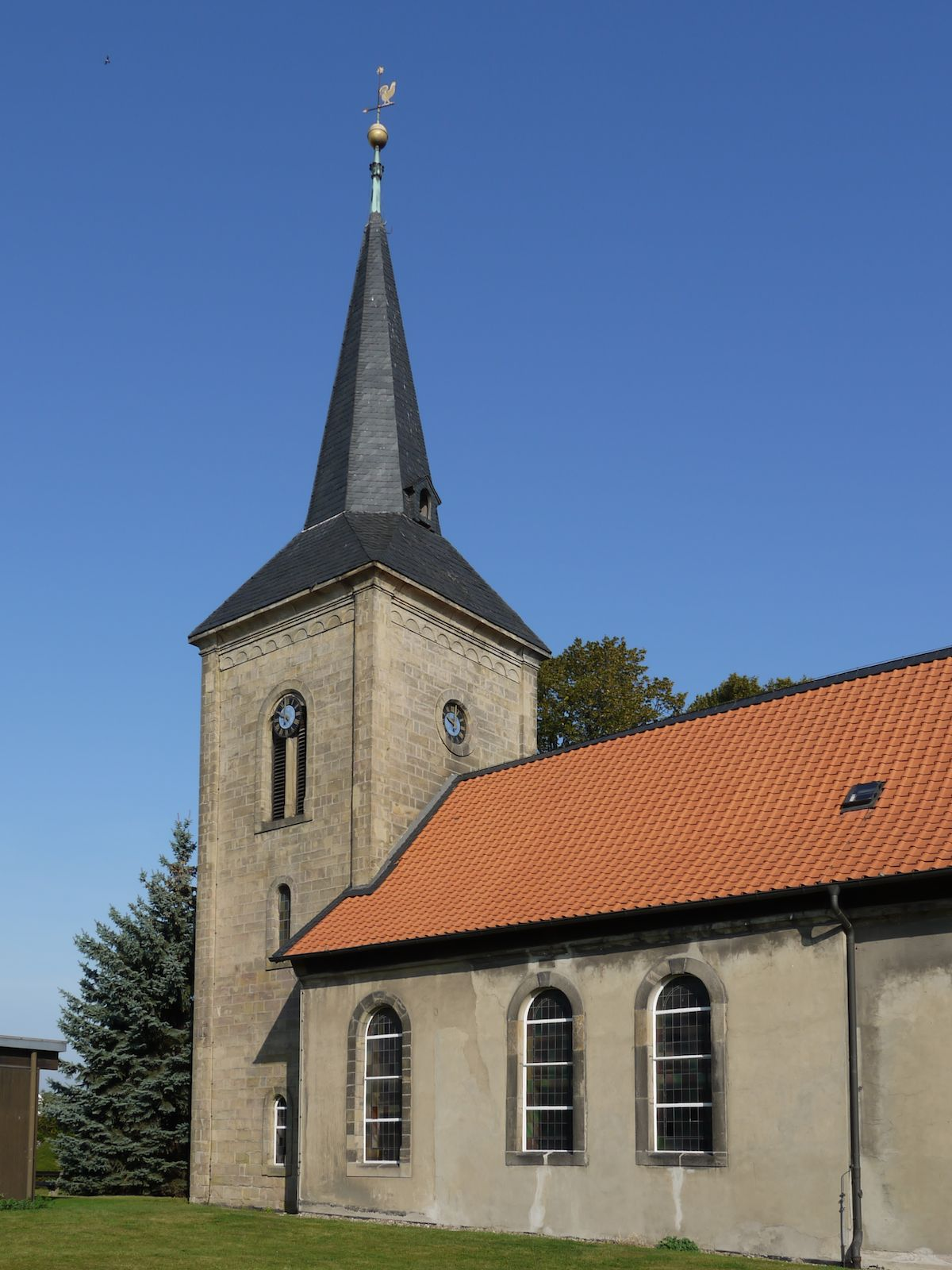
Evangelische Kirche in Bleckenstedt
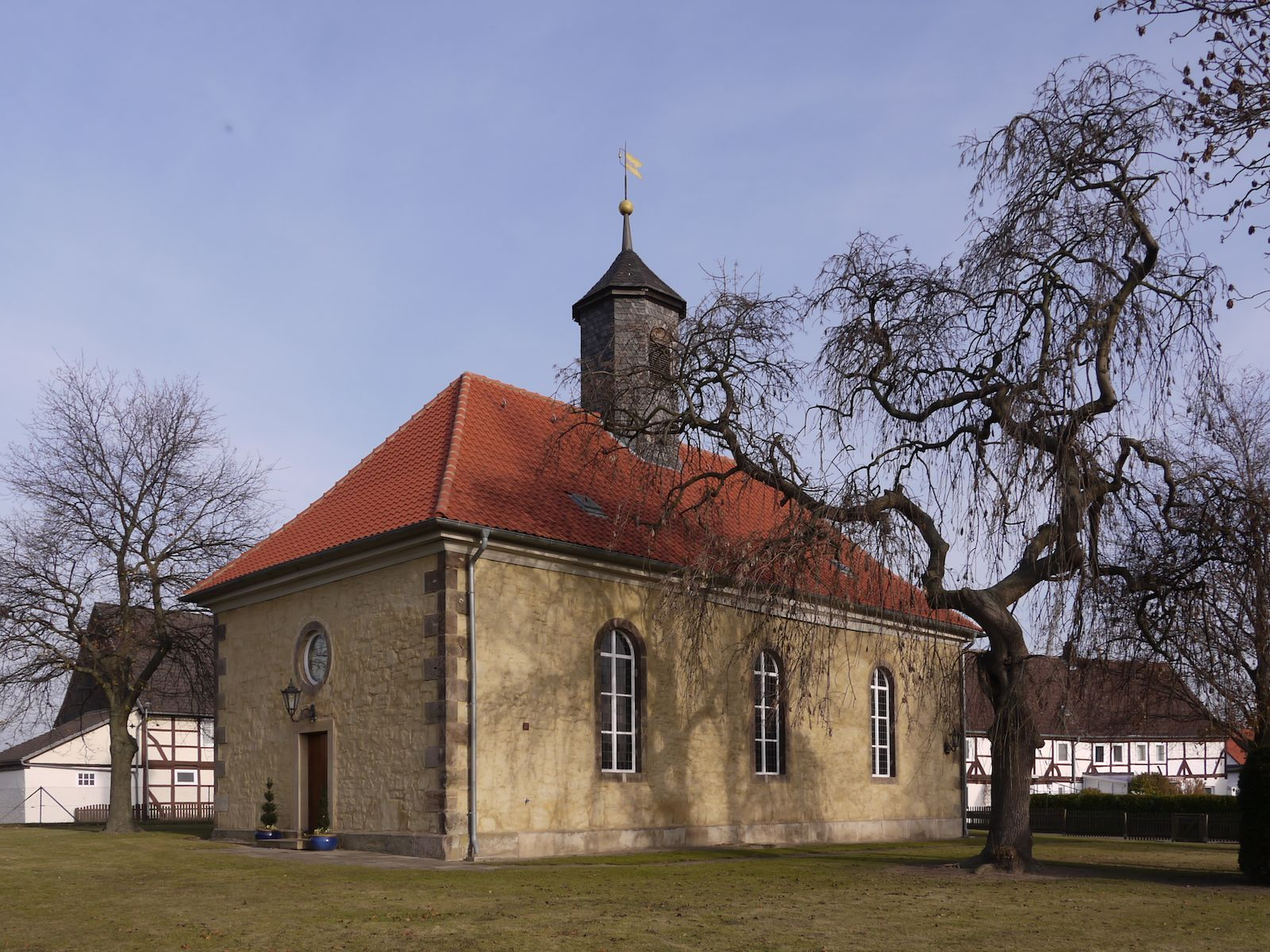
Michaeliskirche in Drütte
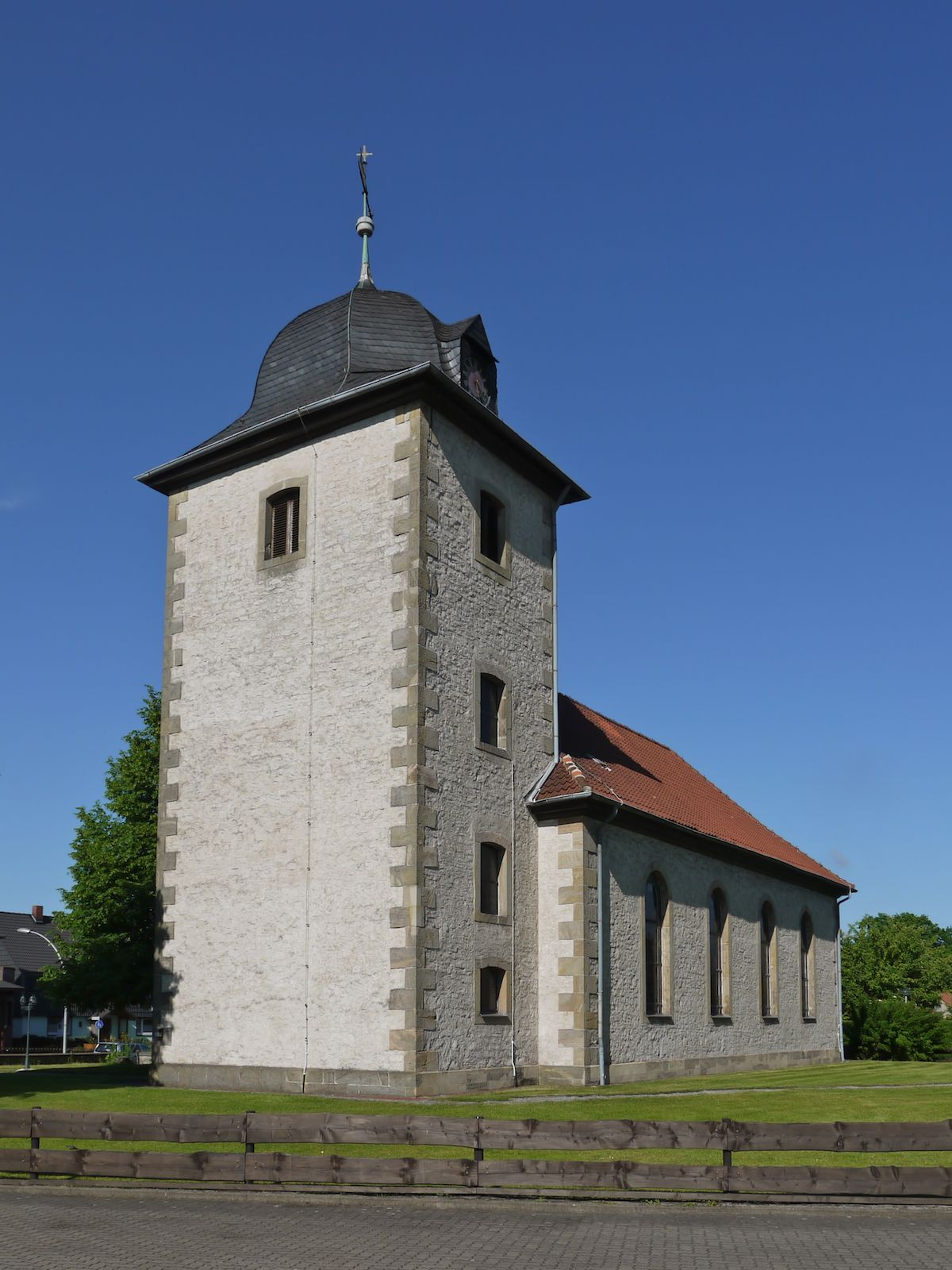
Evangelische Kirche in Hallendorf
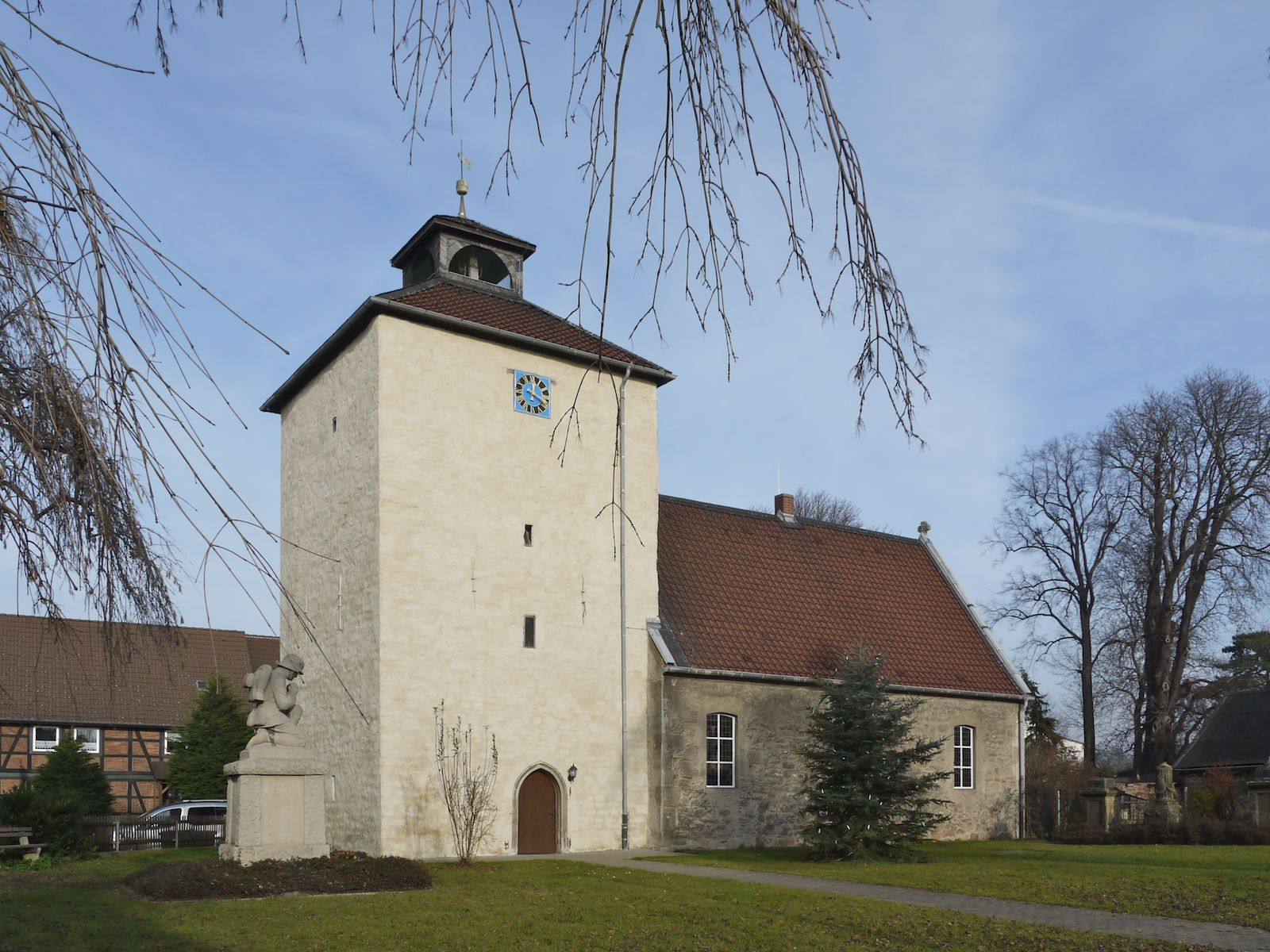
St.-Johannes-Kirche in Immendorf
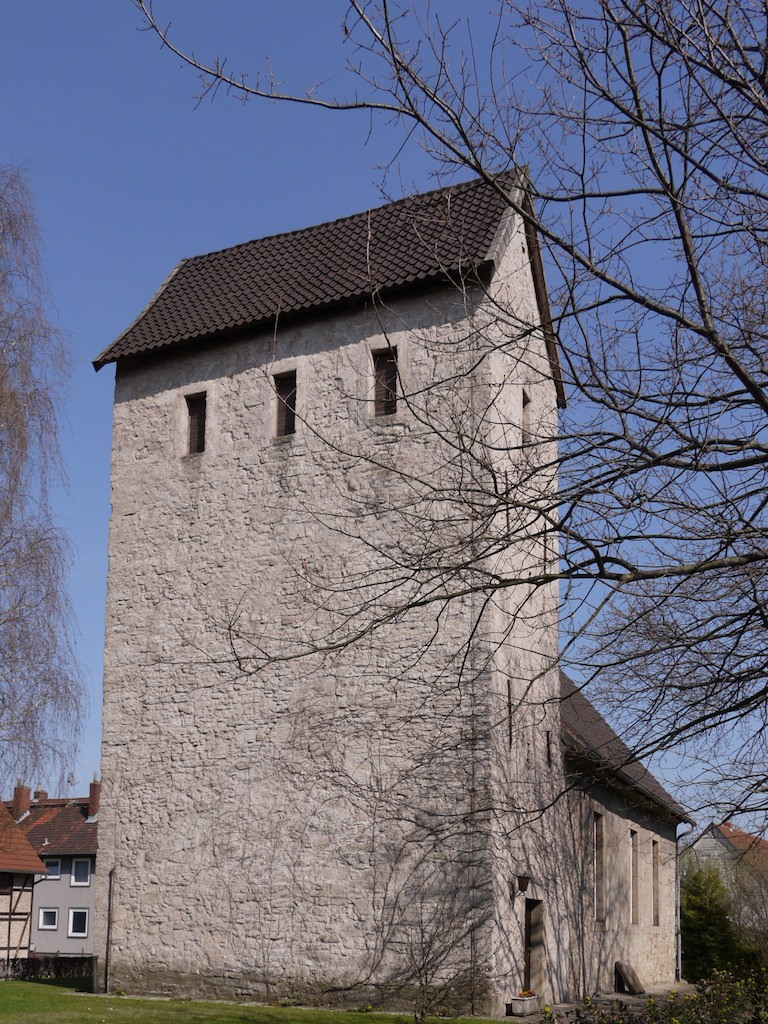
Evangelische Kirche in Watenstedt

## Geschichte
Die Ortschaft Ost entstand gemeinsam mit den anderen sechs Ortschaften zum 1. Januar 1972, um die Anzahl der Ortsräte auf sieben zu reduzieren. Zuvor besaßen alle 29 damals zu Salzgitter gehörenden Stadtteile einen eigenen Ortsrat. Die erste Kommunalwahl fand noch im selben Jahr statt.

### Einwohnerentwicklung
Die Tabelle zeigt die Einwohnerzahlen einschließlich der Nebenwohnsitze jeweils zum 31. Dezember des entsprechenden Jahres.
| Ortschaft Ost – Bevölkerungsentwicklung seit 1985 | Ortschaft Ost – Bevölkerungsentwicklung seit 1985 | Ortschaft Ost – Bevölkerungsentwicklung seit 1985 | Ortschaft Ost – Bevölkerungsentwicklung seit 1985 | Ortschaft Ost – Bevölkerungsentwicklung seit 1985 | Ortschaft Ost – Bevölkerungsentwicklung seit 1985 | Ortschaft Ost – Bevölkerungsentwicklung seit 1985                                                                     |
| Jahr                                              | Einwohner                                         | Jahr                                              | Einwohner                                         | Jahr                                              | Einwohner                                         | Entwicklung |
| ------------------------------------------------- | ------------------------------------------------- | ------------------------------------------------- | ------------------------------------------------- | ------------------------------------------------- | ------------------------------------------------- | --- |
| 1985                                              | 4322                                              | 2000                                              | 4217                                              | 2011                                              | 3622                                              | Hier fehlt eine Grafik, die leider im Moment aus technischen Gründen nicht angezeigt werden kann. Wir arbeiten daran! |
| 1990                                              | 4619                                              | 2001                                              | 4168                                              | 2012                                              | 3609                                              | Hier fehlt eine Grafik, die leider im Moment aus technischen Gründen nicht angezeigt werden kann. Wir arbeiten daran! |
| 1991                                              | 4801                                              | 2002                                              | 4137                                              | 2013                                              | 3618                                              | Hier fehlt eine Grafik, die leider im Moment aus technischen Gründen nicht angezeigt werden kann. Wir arbeiten daran! |
| 1992                                              | 4876                                              | 2003                                              | 4150                                              | 2014                                              | 3546                                              | Hier fehlt eine Grafik, die leider im Moment aus technischen Gründen nicht angezeigt werden kann. Wir arbeiten daran! |
| 1993                                              | 4731                                              | 2004                                              | 4160                                              | 2015                                              | 3543                                              | Hier fehlt eine Grafik, die leider im Moment aus technischen Gründen nicht angezeigt werden kann. Wir arbeiten daran! |
| 1994                                              | 4662                                              | 2005                                              | 4127                                              | 2016                                              | 3647                                              | Hier fehlt eine Grafik, die leider im Moment aus technischen Gründen nicht angezeigt werden kann. Wir arbeiten daran! |
| 1995                                              | 4485                                              | 2006                                              | 4058                                              | 2017                                              | 3649                                              | Hier fehlt eine Grafik, die leider im Moment aus technischen Gründen nicht angezeigt werden kann. Wir arbeiten daran! |
| 1996                                              | 4424                                              | 2007                                              | 3984                                              | 2018                                              | 3694                                              | Hier fehlt eine Grafik, die leider im Moment aus technischen Gründen nicht angezeigt werden kann. Wir arbeiten daran! |
| 1997                                              | 4293                                              | 2008                                              | 3895                                              | 2019                                              | 3589                                              | Hier fehlt eine Grafik, die leider im Moment aus technischen Gründen nicht angezeigt werden kann. Wir arbeiten daran! |
| 1998                                              | 4300                                              | 2009                                              | 3830                                              | 2020                                              | 3543                                              | Hier fehlt eine Grafik, die leider im Moment aus technischen Gründen nicht angezeigt werden kann. Wir arbeiten daran! |
| 1999                                              | 4242                                              | 2010                                              | 3694                                              | 2021                                              | 3521                                              | Hier fehlt eine Grafik, die leider im Moment aus technischen Gründen nicht angezeigt werden kann. Wir arbeiten daran! |
| Quellen: Jahre 1985 bis 1992, Jahre 1993 bis 2021 |                                                   |                                                   |                                                   |                                                   |                                                   | Hier fehlt eine Grafik, die leider im Moment aus technischen Gründen nicht angezeigt werden kann. Wir arbeiten daran! |

## Politik
Wie alle Ortschaften verfügt die Ortschaft Ost über einen Ortsrat, aus dessen Reihen ein Ortsbürgermeister gewählt wird.

### Ortsrat
Der Ortsrat setzt sich aus 15 Ratsfrauen und Ratsherren zusammen. Dies ist laut Hauptsatzung der Stadt Salzgitter die festgelegte Anzahl für eine Ortschaft mit unter 10.000 Einwohnern. Die aktuelle Legislaturperiode beginnt am 1. November 2021 und endet am 31. Oktober 2026.
Die Kommunalwahlen am 12. September 2021 ergaben die folgende Sitzverteilung:
| Ortsrat 2021Insgesamt 15 Sitze - Linke: 1 - SPD: 8 - DUG: 2 - FDP: 1 - CDU: 3 |

### Ortsbürgermeister
Ortsbürgermeister ist Marco Kreit (SPD). Seine Stellvertreter sind Marcel Plein (SPD) und Willfred Stolka (CDU).

### Wappen
Jeder Stadtteil der Ortschaft Ost führt sein eigenes Wappen.

Bleckenstedt
Drütte
Hallendorf
Immendorf
Watenstedt